# Ctenocompa irrorata
Ctenocompa irrorata är en fjärilsart som beskrevs av Herrich-Schäffer 1885. Ctenocompa irrorata ingår i släktet Ctenocompa och familjen säckspinnare. Inga underarter finns listade i Catalogue of Life.